# Arthur Saxon Dennett Smith
Arthur Saxon Dennett Smith (Sussex, 1883-1950) fou un bard, escriptor i gramàtic còrnic, conegut pel nom bàrdic de Caradar.
Nasqué a Anglaterra, però de pares còrnics. Fou gramàtic col·laborador de Robert Morton Nance i Henry Jenner en el Gerlyver noweth Kernewek ha Sawsnek (Diccionari còrnic-anglès). Va compondre algunes gramàtiques per a simplificar l'aprenentatge del còrnic.

## Obres
- Cornish Simplified (Kernewek Sempelhes) (1939)
- Nebes Whethlow Ber (1946)
- The Story of the Cornish Language (Whedhel an Yeth Kernewek)
- How to Learn Cornish (Fatell dhyskir Kernewek)
- Whethlow an Seyth Den Fur a Rom (1948)
- Trystan hag Ysolt (1950)